# 射水アイタウン
射水アイタウン（いみずアイタウン）とは富山県射水市にある商業エリアである。2023年11月14日に、テナント1号店である大阪屋ショップが開店し、その後順次開店。

## 出店店舗

### アイタウンⅠ
- ニトリ - 射水市初出店。2023年12月15日オープン[2]。
- ケーズデンキ - 射水市初出店。2023年11月30日オープン。ケーズデンキは特定地域に集中して出店するドミナント戦略を進めている。
- 大阪屋ショップ - 2023年11月14日オープン。付近にアプリオ店があり、射水市2店舗目。初日のオープンから店内は混雑を極め、約1000台分のアイタウン駐車場が満車になり、一週間でレジ通過客数６万人を突破。開店時にはセールが行われた。開店から約2週間がたった2023年12月28日現在でも射水店特別価格と称してブロッコリーなどが割引価格で販売されている。
- 屋内遊具場「くるりんパーク」 - 2024年4月24日オープンし[3]、同年11月5日には、愛称が「くるりんパーク」に決定したと発表された[3]。障害の有無にかかわらず楽しめる「インクルーシブ遊具」を整備する公園。屋外に回転遊具と複合遊具、屋内（木造2階建て[3]）にらせん型のすべり台とネット遊具など7種類を整備した公園。配慮が必要な方向けのスペースを2台分、通常の方向けのスペースが7台分の計9台[4]。同年5月11日に来場者数13,200人を突破した[5]。

### アイタウンⅡ
- ドン・キホーテ - 射水市初出店。店内には地元の子どもたちの手形で描かれた花火の絵が飾られた。2023年12月6日オープン。

## 周辺店舗
道を挟んだ反対側にアルビス大島店があるイータウン大島があり、大阪屋ショップとアルビスの価格競争が予想される。また、アイタウン周辺にはすでにジョーシン、ヤマダ電機があり、これにケーズデンキを加えた家電量販店大手の三つ巴戦が予想される。
さらに、2025年5月17日には、射水市最大の333人収容のホテル『ホテルルートイン射水』が開業した（鉄筋コンクリート造地上9階建て、富山県内8店舗目、グループ全体で359店舗目）。